# ロバート・グリーンウォルド

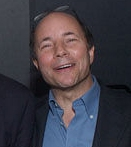
ロバート・グリーンウォルド

ロバート・グリーンウォルド（Robert Greenwald、1945年8月28日 - ）は、アメリカ合衆国の映画監督、プロデューサー、政治活動家。1980年代から1990年代にかけてはテレビ映画で多くの賞を受賞した。近年では特にドキュメンタリー映画の監督として知られているが、日本向けの公開、放送、ソフト販売がされた作品はほとんどない。

## 経歴
ニューヨーク州ニューヨーク市出身。心理学者だった父ハロルドと、母ラスのあいだに生まれる。
地元のHigh School of Performing Artsに進学し、卒業後は数本の自主映画で監督をつとめた。その後ロサンゼルスへ移り住み、テレビ番組のディレクターとして成功を収める。1977年にモスクワオリンピックを題材にしたテレビ映画『21 Hours at Munich』をプロデュースし、この映画はエミー賞で3部門からノミネート。1984年にドメスティックバイオレンスを題材にしたファラ・フォーセット主演『バーニング・ベッド』で監督をつとめ、ゴールデングローブ賞（ミニテレビシリーズ/テレビ映画賞）などを受賞している。
しかし、その一方で1980年に劇場公開映画の監督を初めてつとめたオリビア・ニュートン＝ジョン主演『ザナドゥ』は興行収入、評判ともに成功からほど遠い結果に終わっており、ラジー賞では6部門からノミネート、最低監督賞を受賞した。その後しばらく映画制作から遠ざかっていたが、1993年の『あなたが聞こえない』で監督・製作、1997年のラッセル・クロウ、サルマ・ハエック主演『ターニング・ラブ』で監督、2000年にはアビー・ホフマンの伝記映画『Steal This Movie』で監督兼製作をつとめるなどしている。
『Steal This Movie』制作以降、社会的な問題提起とすべくドキュメンタリー映画を次々制作しており、なかで最も話題となったのがFOXニュースとそのオーナーであるルパート・マードックを激しく非難した『Outfoxed: Rupert Murdoch’s War on Journalism』である。同作はインターネット通販サイトのAmazon.comで、2004年7月のトップセラーになった。

## 主な作品
- 21 Hours at Munich （1977年、監督）
- ザナドゥ - Xanadu （1980年、監督）
- バーニング・ベッド - The Burning Bed （1984年、監督）
- あなたが聞こえない - Hear No Evil （1993年、監督・製作）
- ターニング・ラブ - Breaking Up （1997年、監督・製作）
- Steal This Movie （2000年、監督・製作）
- 歪んだエンロン ～虚栄の崩壊～ - The Crooked E: The Unshredded Truth About Enron （2003年、製作）
- Uncovered: The War on Iraq （2004年、監督・製作）
- Outfoxed: Rupert Murdoch's War on Journalism （2004年、監督・製作）
- The REAL Rudy （2007年、監督）
- Fox Attacks: Decency （2007年、監督）